# Årjäng
Årjäng est une localité de la commune d'Årjäng, dont elle est le chef-lieu, dans le comté de Värmland en Suède.
Sa population était de 3 458 habitants en 2019.